# Kreis Duisburg
Der Kreis Duisburg war von 1823 bis 1874 ein Landkreis am rechten Niederrhein zwischen Anger und Lippe im Regierungsbezirk Düsseldorf in der preußischen Rheinprovinz. Kreisstadt war Duisburg.

## Verwaltungsgeschichte
Der Kreis Duisburg entstand 1823 durch Vereinigung der 1816 gegründeten Kreise Dinslaken und Essen. Er umfasste zunächst die 13 in der Franzosenzeit gegründeten Bürgermeistereien Altenessen, Borbeck, Dinslaken, Duisburg, Essen, Gahlen, Götterswickerhamm, Holten, Kettwig, Mülheim, Ruhrort, Steele und Werden.  Durch die Gemeindeordnung für die Rheinprovinz erhielten 1845 alle Orte, die einen eigenen Haushalt führten, den Status einer Gemeinde. Die acht Städte Dinslaken, Duisburg, Essen, Kettwig, Mülheim, Ruhrort, Steele und Werden erhielten 1856/57 die Rheinische Städteordnung. Der Kreis war danach wie folgt gegliedert:
| Bürgermeisterei          | Städte und Gemeinden (1858)                                                                                                | Heutige Stadt/Heutiger Kreis                                                                                 |
| ------------------------ | --- | --- |
| Altenessen               | Altenessen, Frillendorf, Huttrop, Karnap, Katernberg, Kray, Leithe, Rotthausen, Rüttenscheid, Schonnebeck, Stoppenberg     | Essen, Rotthausen: Gelsenkirchen                                                                             |
| Borbeck                  | Altendorf, Borbeck | Essen |
| Dinslaken                | Dinslaken (Stadt) | Dinslaken/Kreis Wesel                                                                                        |
| Dinslaken-Land           | Hiesfeld, Walsum | Hiesfeld: Dinslaken/Kreis Wesel, Walsum: Duisburg                                                            |
| Duisburg                 | Duisburg (Stadt) | Duisburg |
| Duisburg-Land            | Wanheim-Angerhausen | Duisburg |
| Essen                    | Essen (Stadt) | Essen |
| Gahlen                   | Hünxe, Bruckhausen, Bucholtwelmen, Gartrop-Bühl, Gahlen                                                                    | Hünxe/Kreis Wesel, Gahlen: Schermbeck/Kreis Wesel                                                            |
| Götterswickerhamm        | Götterswickerhamm, Löhnen, Mehrum, Möllen, Spellen, Voerde                                                                 | Voerde/Kreis Wesel                                                                                           |
| Holten                   | Beeck, Hamborn, Holten, Amt Holten (Biefang), Sterkrade                                                                    | Beeck, Hamborn: Duisburg, Holten, Biefang, Sterkrade: Oberhausen                                             |
| Kettwig                  | Kettwig (Stadt) | Essen |
| Kettwig-Land             | Heisingen, Umstand, Vierhonnschaften                                                                                       | Essen |
| Mülheim an der Ruhr      | Mülheim an der Ruhr (Stadt)                                                                                                | Mülheim an der Ruhr                                                                                          |
| Mülheim an der Ruhr-Land | Alstaden, Broich, Dümpten, Eppinghofen, Haarzopf, Heißen, Holthausen, Mellinghofen, Menden, Raadt, Saarn, Speldorf, Styrum | Alstaden, Teile von Styrum, Teile von Dümpten, Teile von Mellinghofen: Oberhausen, Rest: Mülheim an der Ruhr |
| Ruhrort                  | Ruhrort (Stadt) | Duisburg |
| Ruhrort-Land             | Meiderich | Duisburg |
| Steele                   | Steele (Stadt) | Essen |
| Steele-Land              | Rellinghausen, Überruhr | Essen |
| Werden                   | Werden (Stadt) | Essen |
| Werden-Land              | Byfang, Siebenhonnschaften                                                                                                 | Essen |

Durch Kabinettsorder vom 10. August 1857 wurde 1859 der Kreis Essen wieder aus dem Kreis Duisburg herausgelöst und neu eingerichtet, nun allerdings ohne die Bürgermeistereien Mülheim/Ruhr-Stadt und -Land. Im Jahre 1862 wurde aus Teilen der Bürgermeistereien Borbeck, Holten und Mülheim-Land die neue Bürgermeisterei Oberhausen errichtet. Die Stadt Duisburg schied 1874 aus dem Kreis Duisburg aus und wurde ein eigener Stadtkreis. Aus den verbliebenen Teilen des Kreises Duisburg wurde der Kreis Mülheim an der Ruhr mit Sitz in der Stadt Mülheim an der Ruhr gebildet.
Zum 1. Juli 1887 schieden die Städte Ruhrort und Dinslaken sowie die Bürgermeistereien Beeck, Dinslaken-Land, Duisburg-Land, Gahlen, Götterswickerhamm, Meiderich und Sterkrade aus dem Kreis Mülheim an der Ruhr, dem nach Ausscheiden von Duisburg und Essen verbliebenen Restgebietes des alten Landkreises Duisburg aus und bildeten den neuen Kreis Ruhrort. Der Kreis Mülheim an der Ruhr bestand währenddessen nur noch aus den Bürgermeistereien Broich, Heißen, Mülheim an der Ruhr, Styrum und Oberhausen.

## Einwohnerentwicklung
| Jahr | Einwohner |
| ---- | --------- |
| 1825 | 68.437    |
| 1835 | 80.601    |
| 1871 | 137.495   |

## Landräte
- 1823–1827: Julius Heinrich von Buggenhagen
- 1827–1828: Anton Coutelle
- 1828–1829: Alexander von Wittenhorst–Sonsfeld
- 1829–1846: Anton Devens
- 1846–1847: Ludwig Hammers (1822–1902) (auftragsweise)
- 1847–1848: Gustav von Wrangel (1807–1859) (auftragsweise)
- 1848–1849: Gustav Dittmer (auftragsweise)
- 1849–9999: Wilhelm von Arnim (1814–1890) (auftragsweise)
- 1849–1851: Gustav Dittmer
- 1851–1870: Anton Kessler
- 1870–1874: Justus von Rosenberg-Gruszczynski (1837–1900)